# Rafaële Germain
Pour les articles homonymes, voir Germain.
Rafaële Germain, née le 17 décembre 1976, est une romancière, essayiste, chroniqueuse, scripteure, scénariste et critique culturelle québécoise.

## Biographie
Rafaële Germain fait ses études secondaires au Collège Marie de France et poursuit ses études à l’Université de Montréal,.
Elle se fait d'abord connaître comme recherchiste et scripteure à la télévision dès 1998,. Elle fait partie de l’équipe de La fin du monde est à sept heures, du Grand Blond avec un show sournois, En attendant Ben Laden et Libre Échange,,. De 2002 à 2008, elle signe dans le journal La Presse une chronique hebdomadaire : Je t’aime moi non plus.
En plus d'écrire des textes pour l'émission d'humour 3600 secondes d'extase en d'en assumer une critique cultuelle hebdomadaire, elle est également chroniqueuse pour l'émission de Je l'ai vu à la radio,. À Télé-Québec, Rafaële Germain participe à l'émission Bazzo.tv. Rafaële Germain est aussi scénariste pour Like-moi !, Info, sexe et mensonges ainsi que pour le Bye Bye 2016.
Son premier roman, Soutien-gorge rose et veston noir (Éditions Libre Expression, 2004) s’est vendu à environ 90 000 exemplaires et fait l'objet d'une adaptation pour le grand écran,,.
En 2010, elle publie en collaboration avec Jessica Barker un livre de recettes humoristique, Deux folles et un fouet (Éditions Trécarré, 2010),. En 2018, elle fait aussi paraître une collaboration avec Dominique Fortier qui s'intitule Pour mémoire : petits miracles et cailloux blancs (Éditions Alto, 2019),.
Comme romancière, elle publie également Gin tonic et concombre (Éditions Libre Expression, 2008) ainsi que Volte-face et malaises (Éditions Libre Expression, 2012). Elle fait aussi paraître un essai qui s'intitule Un présent infini : notes sur la mémoire et l'oubli (Atelier 10, 2016),,,,,.
Rafaële Germain est récipiendaire du Fonds Harold Greenberg, de Astral Media (2005).

## Œuvres

### Romans
- Soutien-gorge rose et veston noir, Montréal, Éditions Libre Expression, 2004, 454 p. [Réédition : Montréal, Les Éditions internationales Alain Stanké, 2015, 502 p.] (ISBN 2-7648-0143-2 et 9782897220105)

- Gin tonic et concombre, Montréal, Éditions Libre Expression, 2008, 525 p. [Réédition : Montréal, Les Éditions internationales Alain Stanké, 2015, 539 p.] (ISBN 9782764802373 et 9782897220112)
- Volte-face et malaises, Montréal, Éditions Libre Expression, 2012, 525 p. [Réédition : Montréal, Les Éditions internationales Alain Stanké, 2015, 540 p.]  (ISBN 978-2-7648-0519-0 et 9782897220129)

### Essais
- Un présent infini : notes sur la mémoire et l'oubli, avec des illustrations de Mélanie Baillargé, Montréal, Atelier 10, 2016, 90 p. (ISBN 9782897591946)

### Collaborations
- Deux folles et un fouet, en collaboration avec Jessica Barker, Montréal, Éditions Trécarré, 2010, 173 p. (ISBN 978-2-89568-488-6)
- Pour mémoire : petits miracles et cailloux blancs, en collaboration avec Dominique Fortier, Québec, Éditions Alto, 2019, 171 p. (ISBN 9782896944248 et 2896944249)

## Prix et honneurs
- 2003 - Récipiendaire : Prix Gémeaux : Meilleur texte : humour, variétés, talk show (pour Le grand blond avec un show sournois)
- 2005 - Récipiendaire : Fonds Harold Greenberg, de Astral Media[12]
- 2010 - Récipiendaire : Prix World Cook Award Canada Francais (pour Deux folles et un fouet)